# Cosmoglotta
Cosmoglotta je mezinárodní periodikum věnované propagaci a rozvoji jazyka Interlingue (původně známého jako Occidental), což je umělý mezinárodní pomocný jazyk vytvořený Edgarem de Wahlem v roce 1922. První číslo vyšlo ve 20. letech 20. století a Cosmoglotta hrála klíčovou roli v hnutí za Interlingue, sloužíc jak jako jazykový zdroj, tak jako komunitní centrum pro mluvčí a nadšence tohoto jazyka. Dnes je oficiálním časopisem Interlingue-Union.

## Historie
Cosmoglotta byla poprvé vydána v roce 1922 pod názvem Kosmoglott švýcarskou organizací Interlingue-Union, která koordinovala propagaci jazyka Occidental. Později byl název změněn na Cosmoglotta, aby se více přiblížil latinské mezinárodní slovní zásobě. Prvním redaktorem byl Edgar de Wahl, později jej vystřídali další významní představitelé Interlingue, jako Ric Berger a Alphonse Matejka.
Časopis se rychle stal hlavním zdrojem materiálů v a o jazyce Occidental/Interlingue, včetně původní literatury, překladů, diskusí o gramatice, filozofických debat o umělých jazycích a zpráv ze společenství mluvčích Interlingue.

## Úpadek a obnova
Během a po druhé světové válce zájem o umělé jazyky poklesl, stejně jako četnost vydávání časopisu Cosmoglotta. Navzdory tomu malá, ale oddaná komunita udržela jazyk i časopis při životě.

Na počátku 21. století, s obnovením zájmu o plánované jazyky a růstem online komunit, došlo k oživení aktivity Cosmoglotta. Digitální archivy starších čísel byly zpřístupněny online a nová tvorba pokračuje díky moderním nadšencům Interlingue.

## Obsah
Během své existence časopis Cosmoglotta obsahoval širokou škálu materiálů, jako jsou:
- Původní eseje a poezie v Interlingue
- Překlady klasických literárních děl
- Články o gramatice, slovní zásobě a používání jazyka
- Diskuse o jazykové politice a mezinárodní komunikaci
- Zprávy od skupin uživatelů Interlingue a ze setkání

Časopis si kladl za cíl ukázat praktičnost a srozumitelnost Interlingue jako mezinárodního pomocného jazyka.

## Odkaz
Cosmoglotta je považována za jeden z nejvýznamnějších časopisů v dějinách umělých jazyků. Její dlouhá existence a široký záběr z ní činí cenný zdroj pro lingvisty, historiky i nadšence zajímající se o vývoj a využití jazyka Interlingue. Patří mezi nejdéle vycházející periodika věnovaná mezinárodnímu pomocnému jazyku.

## Redaktoři
- 1922–1926: Edgar de Wahl (pod názvem Kosmoglott, čísla 1–37)
- 1927–1930: Engelbert Pigal
- 1931–1932: A.Z. Ramstedt, Bertil Blomé
- 1933–1950: Ric Berger
- 1951–1957: Interlingue Institute
- 1958–1985: Alphonse Matejka
- 1985–2000: Adrian J. Pilgrim
- 2000–současnost: Bedřich Plavec